# 威斯特法伦会议中心
威斯特法伦会议中心（德語：Westfalenhallen）是一座集会议、展览及活动功能于一身的场地，位于德国西部城市多特蒙德，毗邻德国1号国道。它总共包含9个展厅，总面积约60,000平方米。当中最有名的是受法定保护的1号展厅，这是德国最传统的活动举办地之一。该场地除了威斯特法伦会议中心外，还设有威斯特法伦博览会（Kongresszentrum Westfalenhallen）及西佳公园酒店（Best Western Parkhotel Westfalenhallen）。
威斯特法伦会议中心每年约可接纳150万人次的访客。自1952年以来至2009年，游客总人数已累计超过1亿人次。